# 츠지 아야노
쓰지 아야노(つじあやの, 辻 亜弥乃, 1978년 1월 6일 ~ )는 일본의 여성 싱어송라이터이자 가수이다. 교토부 교토시에서 태어났다. 류코쿠 대학 문학부 사학과 동양사학전공을 졸업했다.
특징적인 빨간 안경테와 우쿨렐레를 연주하는 독특한 음악 스타일을 가지고 있다. 주로 느긋하고 기분좋은 노래나 음악을 낳아 남녀노소에게 폭넓은 사랑을 받고 있다.

## 약력
- 고교시절 포크송클럽에 가입해 음악활동을 시작한다. 지역 악기상에서 우쿨렐레를 발견하고 운명적인 만남을 가진다.
- 1996년 류코쿠 대학에 입학해 포크 유닛 '우라라카'(うららか 청명함[*])를 결성한다. 이어 1998년에는 인디 앨범 《우라라카》를 발매해 인디즈로 데뷔하게 된다.
- 1999년 미니 앨범 《기미헤노키모치》(君への気持ち)로 메이저 데뷔.
- 2002년 스튜디오 지브리의 애니메이션 《고양이의 보은》(猫の恩返し)의 주제가로 싱글 《가제니나루》(風になる.바람이 되어)가 선택되어 크게 인기를 끈다.

## 앨범
- 2009年9月16日 『つじギフト ～10th Anniversary BEST～』(츠지기프트)
- 2008年9月24日 『COVER GIRL 2』
- 2007年12月19日『Sweet, Sweet Happy Birthday』
- 2006年9月27日 『はじまりの時』(시작의 시간)
- 2006年7月5日 『つじベスト』(츠지베스트)
- 2005年11月23日 『CALENDAR CALENDAR』
- 2004年5月19日 『COVER GIRL』
- 2003年5月21日 『恋恋風歌』(사랑노래)
- 2002年12月11日 『恋する眼鏡』(사랑하는 안경)
- 2002年4月17日 『BALANCO』
- 2001年4月18日 『春蜜柑』(봄밀감)
- 2000年3月15日 『春は遠き夢の果てに』(사랑은 멀리 꿈의 끝에)
- 1999年9月22日 『君への気持ち』(너에게로의 기분)

## 싱글
- 2008年2月20日 『ありえないくらい奇跡』(놀라운 기적)
- 2006年12月6日 『さよなら愛してる』(안녕, 사랑하고 있어)
- 2005年10月5日 『ゆびきり/星降る夜のクリスマス』(손가락걸기/별내리는 밤의 크리스마스)
- 2005年6月22日 『Shiny Day/愛の真夏』(사랑의 한여름)
- 2005年4月6日 『春風』(봄바람)
- 2003年12月17日 『パレード』(퍼레이드)
- 2003年5月21日 『ありきたりなロマンス』(평범한 로맨스)
- 2003年3月19日 『桜の木の下で』(벛꽃나무 아래에서)
- 2003年1月22日 『雨音』(빗소리)
- 2002年6月26日 『風になる』(바람이 되어)
- 2002年2月27日 『愛のかけら☆恋のかけら』(사랑의 파편☆연정의 파편)
- 2001年11月21日 『恋人どうし』(연인끼리)
- 2001年3月1日 『君にありがとう』(너에게 고마워)
- 2000年10月18日 『心は君のもとへ』(마음은 너의 곁에)
- 2000年1月26日 『クローバー』(클로버)